# Erythropalaceae
Erythropalaceae, biljna porodica u rodu santalolike (Santalales). Po nekim autorima ova porodica je priznata, po nekima nije. Sastavljena je od 4 roda sa 41 vrstom u gtropskim krajevima Amerike, Afrike i Azije

## Opis
Pantropska, ali pretežito neotropska porodica, s četiri roda i oko 40 vrsta drveća, stabala ili rjeđe penjućih grmova ili lijana. Penjačice u Neotropima pripadaju rodu Heisteria, s dvije vrste koje se dosljedno bilježe kao liane. Rod je najraznolikiji u vlažnim šumama na niskim nadmorskim visinama. Lišće jednostavno, naizmjenično.

## Rodovi
1. Erythropalum Blume (1 sp.)
2. Heisteria Jacq. (37 spp.)
3. Maburea Maas (1 sp.)
4. Brachynema Benth. (2 spp.)